# Jamie Cook
Jamie Cook (ur. 8 lipca 1985 w Sheffield) – brytyjski muzyk, gitarzysta rytmiczny zespołu Arctic Monkeys. Cook oraz Alex Turner są sąsiadami, pochodzą z High Green.